# Pague quanto quiser
Pague-quanto-quiser ou Pague o que quiser (em inglês, Pay What You Want ou PWYW) é uma estratégia de preço onde o vendedor permite que o comprador escolha o preço que ele deseja pagar pelos produtos ou serviços, o que inclui também a possibilidade de não pagar nada.

## Pague-quanto-puder
Um modelo similar, mas não igual, é o pague-quanto-puder, onde o preço do produto ou serviço é definido conforme as necessidades do cliente ou usuário. Apesar do princípio semelhante, o pague o quanto puder volta-se mais para instituições de caridade e ONGs voltadas para o trabalho social, enquanto o pague o que quiser é uma estratégia de preços que pode ser aplicada pela maioria das empresas convencionais.
Um setor popular para utilização do modelo pague-quanto-puder é o de restaurantes e cafés, geralmente com objetivo altruístico. O One World Café, de Salt Lake City, oferece refeições saudáveis para uma clientela média de 100 a 200 pessoas por dia, sem preço fixo. Iniciativas semelhantes existem em outras cidades americanas como Denver e Nova Iorque.

## Motivação
Ao deixar o comprador decidir quanto vale o produto oferecido, o vendedor evita situações geradas pela discrepância entre o valor subjetivo de cada comprador e o valor real, como desistências e arrependimentos. Segundo especialistas em marketing, a estratégia é particularmente eficiente quando a venda é feita em pessoa (em oposição a uma venda online feita a partir de um computador, por exemplo), por conta da pressão social exercida sobre o comprador. Se o preço cobrado é visto como abusivo pelo cliente, a estratégia também torna-se uma boa opção.
Uma vantagem do modelo é que clientes satisfeitos com o produto ou serviço muitas vezes desejam pagar um valor maior que o preço fixado. Vários fatores, porém, podem levar ao malogro na utilização dessa estratégia: várias empresas experimentaram o uso do pague o quanto quiser, mas desistiram após alguns meses e reverteram às formas tradicionais de definição de preço.

## História
O modelo pague o quanto quiser é bastante antigo: Artistas de rua por exemplo, usam esse método. A pessoa que vê um artista de rua e se encanta, pode pagar quanto achar que vale ouvir uma música por alguns minutos na rua, por exemplo. Mas recentemente, a estratégia vem sendo usada na comercialização de software, principalmente jogos, mas é utilizada por empresas e associações de diversos outros setores: zoológicos, restaurantes, agências de publicidade, táxis, entre outros.
Em Londres, restaurantes pague-quanto-quiser existem desde os anos 1980; alguns permaneceram abertos por mais de uma década. Uma reclamação comum no setor de restaurantes utilizando a estratégia, porém, é a flutuação na receita de acordo com a época do ano devido à frequência de estudantes no estabelecimento. Em época de provas, a renda cai por conta do elevado número de estudantes, que geralmente pagam menos que os demais clientes.

## Utilização no Brasil
Poucos estabelecimentos experimentaram com o pague quanto quiser no Brasil – especificamente algumas peças teatrais e shows de bandas independentes. No metrô de São Paulo, há máquinas de venda de livros que aceitam qualquer valor (desde que acima de R$ 2,00, atualmente a cédula de menor valor em circulação).
O Disjuntor, espaço de artes e eventos no bairro da Mooca, em São Paulo, costuma fazer eventos diversos desta forma.
Duas cafeterias, o Curto Café no Rio de Janeiro e o Preto Café em São Paulo, utilizam o modelo pague quanto quiser. Sem valores fixos, os estabelecimentos publicam um quadro com os custos abertos da operação mensal e o montante arrecadado até o dia anterior: "Antes de ir embora, ao invés de receber uma conta discriminando um valor, você receberá um convite para deixar uma doação no valor que quiser na bancada para doações. É com base nessas doações que o Preto Café se mantém.". A sugestão do Curto Café é "escolher um valor considerando o que você acha que vale, pode, quer, acha prático e sente que precisa". Iniciativas no ramo da alimentação proliferam em São Paulo, que tem no Instituto Chão outro exemplo de funcionamento alternativo, em que consumidores pagam o preço de custo mais uma porcentagem sugerida pela loja.